# マイクロエレクトロニクス
マイクロエレクトロニクス（microelectronics, 微細電子工学）は電子工学の一分野である。名前が示すとおり、マイクロメートル単位（常にそうとは限らない）の超小型の電子部品の研究や製造に関連している。一般に半導体を原料とした電子部品である。トランジスタ、コンデンサ、コイル、抵抗器、ダイオードなど通常の電子部品のマイクロレベルの等価物があり、当然ながら絶縁体や電気伝導体も微細な電子部品に使われている。
デジタル集積回路 (IC) はほとんどトランジスタだけでできている。アナログ回路には抵抗器やコンデンサも使われている。コイルは一部の高周波アナログ回路で使われているが、低周波でコイルを使おうとすると大型化してしまってチップの大部分を占めることになる。これを多くの用途で代替するものとしてジャイレータがある。
技術の発展と共に、マイクロエレクトロニクスの部品は小型化し続けている。回路が小型化すればするほど、部品同士の相互接続などの本質的な回路の属性が相対的に重要になる傾向がある。それらを寄生効果と呼び、マイクロエレクトロニクスの設計技師の目標の一つとしてそのような効果への対応策を見つける、またはそのような効果を最小限に抑える方法を見つけ、さらに小型で高速で安価なデバイスを提供することが挙げられる。